# Tavia nyctombra
Tavia nyctombra är en fjärilsart som beskrevs av George Francis Hampson 1926. Tavia nyctombra ingår i släktet Tavia och familjen nattflyn. Inga underarter finns listade i Catalogue of Life.